# Coupe d'Afrique de rugby à XV 2018
Navigation
Coupe d'Afrique 2017 Coupe d'Afrique 2019-2020
La Coupe d'Afrique de rugby à XV 2018 est une compétition organisée par Rugby Afrique qui oppose les 16 meilleures nations africaines (hors Afrique du Sud).
La compétition est qualificative pour la Coupe du monde 2019 au Japon. Le champion est directement qualifié, le deuxième dispute le repêchage.

## Équipes engagées
| Rang RA | Rang WR | Équipe   | Participation (Pre) | Meilleur résultat                                    |
| ------- | ------- | -------- | ------------------- | ---------------------------------------------------- |
| 1       | 24      | Namibie  | 14e (2000)          | Vainqueur (2002, 2004, 2009, 2014, 2015, 2016, 2017) |
| 2       | 31      | Kenya    | 14e (2003)          | Vainqueur (2011, 2013)                               |
| 3       | 34      | Ouganda  | 11e (2003)          | Vainqueur (2007)                                     |
| 4       | 38      | Maroc    | 11e (2000)          | Vainqueur (2003, 2005)                               |
| 5       | 43      | Tunisie  | 14e (2000)          | Finaliste (2002, 2009, 2011)                         |
| 6       | 44      | Zimbabwe | 17e (2000)          | Vainqueur (2012)                                     |

| Silver Cup - Algérie (nc) - Botswana (67) - Côte d'Ivoire (51) - Madagascar (47) - Sénégal (49) - Zambie (78) | Bronze Cup - Ghana (93) - Lesotho (nc) - Maurice (89) - Rwanda (91) |

N.B : le nombre entre parenthèses correspond au rang mondial de chaque nation au 6 mai 2018, dernier classement avant l'ouverture de la compétition.

## Gold Cup

### Classement
| Rang | Pays     | J | V | N | D | Bo | Bd | Pm  | Pe  | Diff | Pts |
| ---- | -------- | - | - | - | - | -- | -- | --- | --- | ---- | --- |
| 1    | Namibie  | 5 | 5 | 0 | 0 | 5  | 0  | 347 | 69  | +278 | 25  |
| 2    | Kenya    | 5 | 4 | 0 | 1 | 1  | 0  | 206 | 135 | +71  | 17  |
| 3    | Ouganda  | 5 | 2 | 0 | 3 | 2  | 0  | 160 | 172 | -12  | 10  |
| 4    | Tunisie  | 5 | 2 | 0 | 3 | 1  | 0  | 66  | 279 | -213 | 9   |
| 5    | Zimbabwe | 5 | 1 | 1 | 3 | 1  | 1  | 139 | 162 | -23  | 8   |
| 6    | Maroc    | 5 | 0 | 1 | 4 | 0  | 1  | 99  | 197 | -98  | 3   |

|  | Champion et qualifié pour la Coupe du monde 2019.                    |
|  | Qualifié pour le repêchage qualificatif pour la Coupe du monde 2019. |
|  | Relégué en Silver Cup 2019.                                          |

### Format
Les matchs se disputent sous forme de tournoi organisé du 16 juin au 18 juin 2018.

### Détails des résultats
| 16 juin 2018 13 h 30 | Zimbabwe | 23 - 23 (14 - 16) | Maroc | Machinery Exchange Stadium, Harare env. 5 000 spectateurs Arbitre : Quinton Immelman (en) |
| 16 juin 2018 13 h 30 | Essai(s) : 2 Katsevere (10e, 28e) Transformation(s) : 2 Tambwera (10e, 29e) Pénalité(s) : 3 Tambwera (59e, 65e, 72e) | Rapport           | Essai(s) : 2 Jaoudat (en) (30e), Qadiri (67e) Transformation(s) : 2 Hmiddouch (30e, 67e) Pénalité(s) : 3 Hmiddouch (7e, 36e, 40e) | Machinery Exchange Stadium, Harare env. 5 000 spectateurs Arbitre : Quinton Immelman (en) |
| 16 juin 2018 13 h 30 | | Rapport           | | Machinery Exchange Stadium, Harare env. 5 000 spectateurs Arbitre : Quinton Immelman (en) |

| 16 juin 2018 15 h 30 | Namibie | 55 - 6 (26 - 3) | Ouganda                            | Stade Hage Geingob, Windhoek 3 000 spectateurs Arbitre : Cwengile Jadezweni |
| 16 juin 2018 15 h 30 | Essai(s) : 9 Venter (7e), Deysel (14e, 28e), Nortjé (en) (19e), van der Westhuizen (48e, 75e), Conradie (55e), Greyling (en) (58e), Botha (68e) Transformation(s) : 5 Loubser (7e, 14e, 19e, 55e), Steenkamp (en) (75e) | Rapport         | Pénalité(s) : 2 Ijongat (35e, 53e) | Stade Hage Geingob, Windhoek 3 000 spectateurs Arbitre : Cwengile Jadezweni |
| 16 juin 2018 15 h 30 | | Rapport         |                                    | Stade Hage Geingob, Windhoek 3 000 spectateurs Arbitre : Cwengile Jadezweni |

| 23 juin 2018 16 h | Namibie | 118 - 0 (52 - 0) | Tunisie | Stade Heige Gengob, Windhoek 2 000 spectateurs Arbitre : Quinton Immelman (en) |
| 23 juin 2018 16 h | Essai(s) : 18 Klim (3e, 15e, 45e, 64e), Deysel (11e), Botha (22e, 52e, 70e), Katjijeko (28e), Conradie (31e), de pénalité (35e), Greyling (en) (37e, 43e, 60e, 76e), van Lill (67e), Stevens (79e), Tromp (80e+2) Transformation(s) : 14 Loubser (3e, 11e, 15e, 28e, 31e, 43e, 52e, 60e), de pénalité (35e), Steenkamp (en) (67e, 70e, 76e, 79e), Botha (80e+2) | Rapport          |         | Stade Heige Gengob, Windhoek 2 000 spectateurs Arbitre : Quinton Immelman (en) |
| 23 juin 2018 16 h | | Rapport          |         | Stade Heige Gengob, Windhoek 2 000 spectateurs Arbitre : Quinton Immelman (en) |

| 23 juin 2018 17 h | Maroc | 24 - 28 (10 - 7) | Kenya | Stade du COC, Casablanca 800 spectateurs Arbitre : Sébastien Minery |
| 23 juin 2018 17 h | Essai(s) : 4 Rguibi (11e), S. Boukanoucha (28e), Arabat (48e), Nassik (71e) Transformation(s) : 2 Hmdouche (49e), Brichet (72e) | Rapport          | Essai(s) : 4 Adema (en) (3e), Opondo (51e, 65e), Amusala (57e) Transformation(s) : 4 Kinyangi (4e, 52e, 57e, 65e) | Stade du COC, Casablanca 800 spectateurs Arbitre : Sébastien Minery |
| 23 juin 2018 17 h | | Rapport          | | Stade du COC, Casablanca 800 spectateurs Arbitre : Sébastien Minery |

| 30 juin 2018 15 h | Kenya | 45 - 36 (33 - 17) | Zimbabwe | RFUEA Ground, Nairobi 5 000 spectateurs Arbitre : Tual Trainini |
| 30 juin 2018 15 h | Essai(s) : 7 Chenge (en) (5e, 14e, 18e), Opondo (21e), de pénalité (37e), Chituyi (78e, 80e+5) Transformation(s) : 5 Mukidza (6e, 15e, 20e, 80e+6), de pénalité (37e) Carton(s) jaune(s) : 1 Kilonzo (51e) | Rapport           | Essai(s) : 6 Parirenyatwa (11e), Mutamangira (en) (27e), Makanda (40e+5), Mudariki (46e), de pénalité (51e), McNab (55e) Transformation(s) : 3 Tambwera (29e, 56e), de pénalité (51e) Carton(s) jaune(s) : 1 Chipendu (35e) | RFUEA Ground, Nairobi 5 000 spectateurs Arbitre : Tual Trainini |
| 30 juin 2018 15 h | | Rapport           | | RFUEA Ground, Nairobi 5 000 spectateurs Arbitre : Tual Trainini |

| 30 juin 2018 16 h | Maroc                                                                                                | 7 - 63 (0 - 35) | Namibie | Stade du COC, Casablanca Arbitre : Adrien Descottes |
| 30 juin 2018 16 h | Essai(s) : 1 Qadiri (47e) Transformation(s) : 1 Hmiddouch (48e) Carton(s) rouge(s) : 1 Dhikhal (45e) | Rapport         | Essai(s) : 9 Coetzee (7e), van Lill (11e), Venter (19e, 70e), Newman (en) (30e, 38e), de pénalité (46e), Loubser (54e, 78e) Transformation(s) : 9 Loubser (8e, 12e, 20e, 31e, 39e, 55e, 71e, 78e), de pénalité (46e) | Stade du COC, Casablanca Arbitre : Adrien Descottes |
| 30 juin 2018 16 h | | Rapport         | | Stade du COC, Casablanca Arbitre : Adrien Descottes |

| 7 juillet 2018 15 h | Kenya | 38 - 22 (28 - 5) | Ouganda                                                                                                 | RFUEA Ground, Nairobi 3 200 spectateurs Arbitre : Quinton Immelman (en) |
| 7 juillet 2018 15 h | Essai(s) : 5 Ojee (en) (7e), Chenge (en) (21e), Onsomu (29e), Ayange (37e), Amusala (80e+2) Transformation(s) : 5 Mukidza (9e, 22e, 30e, 38e, 80e+4) Pénalité(s) : 1 Mukidza (50e) Carton(s) jaune(s) : 1 Chogo (64e) | Rapport          | Essai(s) : 4 Wokorach (15e, 72e), Magomu (en) (46e), Okorach (63e) Transformation(s) : 1 Wokorach (47e) | RFUEA Ground, Nairobi 3 200 spectateurs Arbitre : Quinton Immelman (en) |
| 7 juillet 2018 15 h | | Rapport          | | RFUEA Ground, Nairobi 3 200 spectateurs Arbitre : Quinton Immelman (en) |

| 7 juillet 2018 16 h | Tunisie | 18 - 14 (5 - 7) | Zimbabwe | Stade Mustapha-Ben-Jannet, Monastir 2 000 spectateurs Arbitre : Jonathan Dufort |
| 7 juillet 2018 16 h | Essai(s) : 2 Mliss (24e), Werhani (61e) Transformation(s) : 1 Gafsi (61e) Pénalité(s) : 1 Gafsi (57e) Drop(s) : 1 Gafsi (80e) Carton(s) jaune(s) : 2 Chelly (42e), Mokini (69e) | Rapport         | Essai(s) : 2 Tambwera (28e), Mandivenga (51e) Transformation(s) : 2 Tambwera (29e, 51e) Carton(s) jaune(s) : 1 Mashawi (55e) | Stade Mustapha-Ben-Jannet, Monastir 2 000 spectateurs Arbitre : Jonathan Dufort |
| 7 juillet 2018 16 h | | Rapport         | | Stade Mustapha-Ben-Jannet, Monastir 2 000 spectateurs Arbitre : Jonathan Dufort |

| 4 août 2018 15 h | Ouganda | 67 - 12 (25 - 5) | Tunisie | Kyadondo Rugby Club, Kampala 4 000 spectateurs Arbitre : Rasta Rasivhenge |
| 4 août 2018 15 h | Essai(s) : 9 Masendi (33e), Okorach (36e), Mugerwa (39e, 41e), Wokorach (54e, 56e, 65e), Okia (69e), Munyani (78e) Transformation(s) : 8 Wokorach (33e, 40e, 41e, 55e, 66e, 69e, 78e) Pénalité(s) : 2 Wokorach (24e, 29e) Carton(s) jaune(s) : 1 Sekatte (18e) | Rapport          | Essai(s) : 2 Khalfi (4e), Dhif (62e) Transformation(s) : 1 Dhif (63e) Carton(s) jaune(s) : 1 Ben Abballah (28e) | Kyadondo Rugby Club, Kampala 4 000 spectateurs Arbitre : Rasta Rasivhenge |
| 4 août 2018 15 h | | Rapport          | | Kyadondo Rugby Club, Kampala 4 000 spectateurs Arbitre : Rasta Rasivhenge |

| 4 août 2018 16 h | Zimbabwe | 28 - 58 (7 - 27) | Namibie | Police Grounds, Harare 3 500 spectateurs Arbitre : Egon Ryan Seconds |
| 4 août 2018 16 h | Essai(s) : 4 Pritchard (en) (10e), Chitokwindo (en) (51e), Mandioma (55e), Makombe (en) (74e) Transformation(s) : 4 Mandivenga (11e, 53e), Tambwera (55e, 75e) | Rapport          | Essai(s) : 8 Klim (3e), van Lill (25e), Greyling (en) (30e), Conradie (43e), van Jaarsveld (53e), Uanivi (72e), van der Westhuizen (78e), Tromp (80e) Transformation(s) : 6 Loubser (5e, 26e, 31e, 44e, 73e), Steenkamp (en) (79e) Pénalité(s) : 2 Loubser (17e, 40e) Carton(s) jaune(s) : 1 Greyling (54e) | Police Grounds, Harare 3 500 spectateurs Arbitre : Egon Ryan Seconds |
| 4 août 2018 16 h | | Rapport          | | Police Grounds, Harare 3 500 spectateurs Arbitre : Egon Ryan Seconds |

| 11 août 2018 16 h | Ouganda | 47 - 29 (30 - 7) | Maroc | Kyadondo Rugby Club, Kampala 2 000 spectateurs Arbitre : Rasta Rasivhenge |
| 11 août 2018 16 h | Essai(s) : 5 Ogena (6e, 70e), Okorach (36e), Magomu (en) (38e), Okia (80e) Transformation(s) : 5 Wokorach (7e, 37e, 39e, 71e, 80e) Pénalité(s) : 4 Wokorach (2e, 24e, 34e, 49e) | Rapport          | Essai(s) : 4 Qadiri (21e), Amraoui (41e), Jnaoui (45e, 58e) Transformation(s) : 3 El Kadri (22e, 46e, 59e) Pénalité(s) : 1 El Kadri (65e) | Kyadondo Rugby Club, Kampala 2 000 spectateurs Arbitre : Rasta Rasivhenge |
| 11 août 2018 16 h | | Rapport          | | Kyadondo Rugby Club, Kampala 2 000 spectateurs Arbitre : Rasta Rasivhenge |

| 11 août 2018 14 h | Kenya | 67 - 0 (40 - 0) | Tunisie                                               | RFUEA Ground, Nairobi 7 000 spectateurs Arbitre : Julien Castaignède |
| 11 août 2018 14 h | Essai(s) : 11 Ambaka (5e, 79e), Chenge (en) (21e), Chogo (23e), Ojee (en) (27e), Mukamiti (31e), Mukidza (36e), Owilah (41e), Karia (en) (55e), Omollo (66e), Opondo (74e) Transformation(s) : 6 Mukidza (6e, 21e, 24e, 28e, 32e), Omollo (67e) Carton(s) jaune(s) : 1 Mwanjila (44e) | Rapport         | Carton(s) jaune(s) : 2 Ben Dhiab (53e), Werhani (54e) | RFUEA Ground, Nairobi 7 000 spectateurs Arbitre : Julien Castaignède |
| 11 août 2018 14 h | | Rapport         |                                                       | RFUEA Ground, Nairobi 7 000 spectateurs Arbitre : Julien Castaignède |

| 18 août 2018 17 h | Tunisie | 36 - 13 (17 - 13) | Maroc | Stade Mustapha-Ben-Jannet, Monastir 2 000 spectateurs Arbitre : Thomas Charabas |
| 18 août 2018 17 h | Essai(s) : 6 Ben Hamouda (1re, 73e), Gmir (31e), Chelly (40e+3), Jabri (44e), de pénalité (48e) Transformation(s) : 3 Khalifa (40e+4), de pénalité (48e), Gafsi (72e) Carton(s) jaune(s) : 2 Chelly (22e), Essid (38e) | Rapport           | Essai(s) : 2 Deblaoui (4e), Bougja (26e) Pénalité(s) : 1 El Kadri (39e) Carton(s) jaune(s) : 1 Lahlali (22e) | Stade Mustapha-Ben-Jannet, Monastir 2 000 spectateurs Arbitre : Thomas Charabas |
| 18 août 2018 17 h | | Rapport           | | Stade Mustapha-Ben-Jannet, Monastir 2 000 spectateurs Arbitre : Thomas Charabas |

| 18 août 2018 16 h | Namibie | 53 - 28 (22 - 7) | Kenya | Stade Hage Geingob, Windhoek 5 000 spectateurs Arbitre : Egon Ryan Seconds |
| 18 août 2018 16 h | Essai(s) : 7 Botha (23e, 71e), van der Westhuizen (26e, 42e), Loubser (34e), Tjeriko (57e), de pénalité (62e) Transformation(s) : 6 Loubser (25e, 28e, 43e, 59e, 72e), de pénalité (62e) Pénalité(s) : 2 Loubser (5e, 52e) | Rapport          | Essai(s) : 4 Ambaka (13e, 55e), Onsando (66e), Omollo (74e) Transformation(s) : 4 Adimo (15e), Mukidza (56e, 67e, 74e) Carton(s) jaune(s) : 1 Ambaka (62e) | Stade Hage Geingob, Windhoek 5 000 spectateurs Arbitre : Egon Ryan Seconds |
| 18 août 2018 16 h | | Rapport          | | Stade Hage Geingob, Windhoek 5 000 spectateurs Arbitre : Egon Ryan Seconds |

| 18 août 2018 15 h | Ouganda | 18 - 38 (10 - 19) | Zimbabwe | Kyadondo Rugby Club, Kampala 3 000 spectateurs Arbitre : Cwengile Jadezweni (en) |
| 18 août 2018 15 h | Essai(s) : 2 Oketayot (27e), Okorach (50e) Transformation(s) : 1 Wokorach (28e) Pénalité(s) : 2 Wokorach (34e, 62e) Carton(s) jaune(s) : 2 Aziku (4e), Ofoyrwoth (24e) | Rapport           | Essai(s) : 6 Pritchard (en) (5e), Chitokwindo (en) (25e, 43e), Mandivenga (38e), Katvesere (en) (65e), Makombe (en) (78e) Transformation(s) : 4 Tambwera (6e, 25e, 66e, 78e) Carton(s) jaune(s) : 1 Kundiona (57e) | Kyadondo Rugby Club, Kampala 3 000 spectateurs Arbitre : Cwengile Jadezweni (en) |
| 18 août 2018 15 h | | Rapport           | | Kyadondo Rugby Club, Kampala 3 000 spectateurs Arbitre : Cwengile Jadezweni (en) |

## Silver Cup
Les équipes sont réparties en deux groupes géographiques, disputés du 8 au 14 juillet. Les vainqueurs se rencontrent en finale, le 25 août.

### Groupe nord

#### Classement
| Rang | Pays          | J | V | N | D | Bo | Bd | Pm | Pe | Diff | Pts |
| ---- | ------------- | - | - | - | - | -- | -- | -- | -- | ---- | --- |
| 1    | Algérie       | 2 | 2 | 0 | 0 | 2  | 0  | 45 | 31 | +14  | 10  |
| 2    | Côte d'Ivoire | 2 | 1 | 0 | 1 | 0  | 0  | 38 | 44 | -6   | 4   |
| 3    | Sénégal       | 2 | 0 | 0 | 2 | 2  | 0  | 39 | 47 | -8   | 2   |

|  | Qualifié pour la finale. |

#### Format
Les matchs se disputent sous forme de tournoi, à Toulouse (France).

#### Détails des résultats
| 8 juillet 2018 15 h | Algérie | 22 - 18 (15 - 12) | Sénégal                                                                           | Stade Alain-Coulon, Toulouse 300 spectateurs Arbitre : Laurent Cardona |
| 8 juillet 2018 15 h | Essai(s) : 3 Kralfa (27e), Belguidoum (33e), de pénalité (73e) Transformation(s) : 2 Kralfa (35e), de pénalité (73e) Pénalité(s) : 1 Kralfa (20e) Carton(s) jaune(s) : 1 Franquine (14e) | Rapport           | Pénalité(s) : 5 Folliot (4e, 15e, 24e, 40e+1, 49e) Drop(s) : 1 Maxime Boyer (60e) | Stade Alain-Coulon, Toulouse 300 spectateurs Arbitre : Laurent Cardona |
| 8 juillet 2018 15 h | | Rapport           |                                                                                   | Stade Alain-Coulon, Toulouse 300 spectateurs Arbitre : Laurent Cardona |

| Algérie Titulaires · 1 Nasser Benamor 41e · 2 Sofiane Chellat 59e · 3 Mehdi Mérabet 49e · 4 Jonathan Best · 5 Rabah Abdelkader 62e · 6 Rémi Cardon · 7 Frédéric Medves · 8 Khaled Kahlouchi 52e · 9 Brahim Bouhraoua 56e · 10 Enzo Kralfa 49e · 11 Yanis Guitoune 67e · 12 Mohamed Belguidoum · 13 Maxim Meneghini · 14 Djamel Ouchene · 15 Jonathan Franquine · Remplaçants · 16 Bekada Belhaouari 59e · 17 Sofian Youcef 49e · 18 Thomas Mamou 41e · 19 David Medjebeur 62e · 20 Walid Batchali 52e · 21 Lucien Mamam 56e · 22 Yoan Riad Saby 49e · 23 Thibault Renart 67e · Entraîneur · Boumedienne Allam |  | Sénégal Titulaires · 54e Ousmane N'Diaye 1 · 54e Sekou Sakho 2 · 69e Sadio Traoré 3 · Khadim Mbodji 4 · 41e Tony Lanouve 5 · (cap.) Mouhamed Samba 6 · 41e Ibrahima Kante 7 · Abdelkarim Fofana 8 · 62e Demba Kane 9 · 62e Maxime Boyer 10 · 72e Mohamadou Diarra 11 · Aldric Folliot 12 · Matthieu Boscaro 13 · Cheikhou Danfakha 14 · Mamadou N'Diaye 15 · Remplaçants · 69e Jean Charles Diaz 16 · 54e Moustapha N'Diaye 17 · 54e Lamine Cissé 18 · 41e Mokhtar Sougoufara 19 · 41e Charles Preira N'Diaye 20 · 62e Abobakary Signate 21 · 62e Mame Lamp Face Niang 22 · 72e Moussa Barry 23 · Entraîneur · |

| 11 juillet 2018 | Côte d'Ivoire | 25 - 21 | Sénégal | Stade Alain-Coulon, Toulouse |
| 11 juillet 2018 |               |         |         | Stade Alain-Coulon, Toulouse |
| 11 juillet 2018 |               |         |         | Stade Alain-Coulon, Toulouse |

| 14 juillet 2018 15 h | Algérie | 23 - 13 (6 - 6) | Côte d'Ivoire                                                                           | Stade Alain-Coulon, Toulouse 300 spectateurs Arbitre : Pierre Brousset |
| 14 juillet 2018 15 h | Essai(s) : 2 Batchali (58e), Ouchene (79e) Transformation(s) : 2 Saby (60e), Kralfa (79e) Pénalité(s) : 3 Saby (24e, 39e, 50e) | Rapport         | Essai(s) : 1 N'Gbala (44e) Transformation(s) : 1 Lo (45e) Pénalité(s) : 2 Lo (30e, 35e) | Stade Alain-Coulon, Toulouse 300 spectateurs Arbitre : Pierre Brousset |
| 14 juillet 2018 15 h | | Rapport         |                                                                                         | Stade Alain-Coulon, Toulouse 300 spectateurs Arbitre : Pierre Brousset |

### Groupe sud

#### Classement
| Rang | Pays       | J | V | N | D | Bo | Bd | Pm | Pe | Diff | Pts |
| ---- | ---------- | - | - | - | - | -- | -- | -- | -- | ---- | --- |
| 1    | Zambie     | 2 | 2 | 0 | 0 | 1  | 0  | 63 | 42 | +21  | 9   |
| 2    | Madagascar | 2 | 1 | 0 | 1 | 2  | 0  | 93 | 49 | +44  | 6   |
| 3    | Botswana   | 2 | 0 | 0 | 2 | 0  | 0  | 31 | 96 | -65  | 0   |

|  | Qualifié pour la finale. |

#### Format
Les matchs se disputent sous forme de tournoi organisé au Botswana, au stade de Gaborone.

#### Détails des résultats
| 8 juillet 2018 | Zambie  | 32 - 13 (20 - 3) | Botswana | Leopards Cage stadium, Mufulira Arbitre : Talent Gandiwa |
| 8 juillet 2018 | Rapport |                  |          | Leopards Cage stadium, Mufulira Arbitre : Talent Gandiwa |
| 8 juillet 2018 |         |                  |          | Leopards Cage stadium, Mufulira Arbitre : Talent Gandiwa |

| 11 juillet 2018 | Botswana | 18 - 64 (11 - 33) | Madagascar | Leopards Cage stadium, Mufulira Arbitre : Saudah Adiru |
| 11 juillet 2018 |          |                   |            | Leopards Cage stadium, Mufulira Arbitre : Saudah Adiru |
| 11 juillet 2018 |          |                   |            | Leopards Cage stadium, Mufulira Arbitre : Saudah Adiru |

| 14 juillet 2018 | Madagascar | 29 - 31 (13 - 7) | Zambie | Leopards Cage stadium, Mufulira Arbitre : Victor Oduor |
| 14 juillet 2018 |            |                  |        | Leopards Cage stadium, Mufulira Arbitre : Victor Oduor |
| 14 juillet 2018 |            |                  |        | Leopards Cage stadium, Mufulira Arbitre : Victor Oduor |

### Finale
| 20 octobre 2018 16 h | Zambie | 0 - 31 (0 - 15) | Algérie | Leopards Cage stadium, Mufulira Arbitre : Victor Oduor |
| 20 octobre 2018 16 h |        | Rapport         | Essai(s) : 4 Lorée (8e), Djebbari (18e, 55e), Batchali (80e) Transformation(s) : 4 Bensalla (9e, 19e, 55e), Kralfa (80e) Pénalité(s) : 1 Bensalla (28e) | Leopards Cage stadium, Mufulira Arbitre : Victor Oduor |
| 20 octobre 2018 16 h |        | Rapport         | | Leopards Cage stadium, Mufulira Arbitre : Victor Oduor |

| Zambie Titulaires · 1 Chrispin Chola 62e · 2 Berthlock Sikaonga · 3 Ali Bhika · 4 Fernand Kashimoto · 5 Oscar Bwalya · 6 Terry Kayamba 15e · 7 Enock Mutambo 62e · 8 Bruce Saimbunji 58e · 9 Lawrence Kaushiku 60e · 10 Laston Mukosa · 11 David Chimbukuzu · 12 Israel Kalumba · 13 Jubilee Chisenga 58e · 14 Eward Mumba · 15 Simon Nyangu 58e · Remplaçants · 16 Patson Kasonde 62e · 17 Edmond Hamayuwa 15e · 18 Mphatso Mwashi 62e · 19 Rogers Mukupa 58e · 20 Ben Mukwamba 58e · 21 Fine Chikumbe 60e · 22 Jason Thole · 23 Martin Chisanga 58e · Entraîneur · Mwamba Chishimba |  | Algérie Titulaires · 58e Sofiane Chellat 1 · 58e Issam Hamel 2 · 58e Bekada Belhaouari 3 · Jonathan Best 4 · 55e 18e Yakine Djebbari 5 · Frédéric Medves 6 · 58e Rabah Abdelkader 7 · 58e Khaled Kahlouchi 8 · 8e 62e Mathieu Lorée 9 · 62e Johan Bensalla 10 · Nadir Megdoud 11 · Mohamed Belguidoum 12 · Maxim Meneghini 13 · 60e Mehdi Chouchane 14 · Jonathan Franquine 15 · Remplaçants · 58e Mourad Frih 16 · 58e Thomas Mamou 17 · 58e Fayçal Tourek 18 · 58e David Medjebeur 19 · 80e 58e Walid Batchali 20 · 62e Brahim Bouhraoua 21 · 62e Enzo Kralfa 22 · 60e Yazid Chouchane 23 · Entraîneur · Boumedienne Allam |

## Bronze Cup

### Format
Les matchs se disputent sous forme de tournoi organisé au Ghana du 9 mai au 12 mai 2018, au stade Nduom d'Elmina.

### Tableau
|  | Demi-finales   | Demi-finales  |                        |    | Finale         | Finale         |
|  | Demi-finales   | Demi-finales  |                        |    | Finale         | Finale         |
|  |                |               |                        |    |                |                |
|  | le 9 mai 2018  | le 9 mai 2018 |                        |    | le 12 mai 2018 | le 12 mai 2018 |
|  | le 9 mai 2018  | le 9 mai 2018 |                        |    | le 12 mai 2018 | le 12 mai 2018 |
|  | Ghana          | 59            |                        |    | le 12 mai 2018 | le 12 mai 2018 |
|  | Ghana          | 59            |                        |    | le 12 mai 2018 | le 12 mai 2018 |
|  | Rwanda         | 0             |                        |    | le 12 mai 2018 | le 12 mai 2018 |
|  | Rwanda         | 0             | Ghana                  | 23 |                |                |
|  | le 9 mai 2018  |               | Ghana                  | 23 |                |                |
|  |                | Maurice       | 17                     |    |                |                |
|  | Maurice        | Maurice       | 17                     | 47 |                |                |
|  | Maurice        |               |                        | 47 |                |                |
|  | Lesotho        | 16            |                        |    |                |                |
|  | Lesotho        | 16            | Match pour la 3e place |    |                |                |
|  |                |               |                        |    |                |                |
|  | le 12 mai 2018 |               |                        |    |                |                |
|  |                |               |                        |    |                |                |
|  | Rwanda         | 32            |                        |    |                |                |
|  | Rwanda         | 32            |                        |    |                |                |
|  | Lesotho        | 22            |                        |    |                |                |
|  | Lesotho        | 22            |                        |    |                |                |

### Détails des résultats
| 9 mai 2018 13 h | Ghana | 59 - 0 (29 - 0) | Rwanda | Stade Nduom, Elmina Arbitre : Saudah Adiru |
| 9 mai 2018 13 h | Essai(s) : 8 Kalos (6e, 10e), Abdul 30e), Acqueye (34e, 49e, 58e), Mohammed (54e), Lukman (75e) Transformation(s) : 8 Akoto (7e, 11e, 31e, 35e, 50e, 55e), Appiah (59e, 76e) Pénalité(s) : 1 Akoto (14e) |                 |        | Stade Nduom, Elmina Arbitre : Saudah Adiru |
| 9 mai 2018 13 h | |                 |        | Stade Nduom, Elmina Arbitre : Saudah Adiru |

| 9 mai 2018 15 h | Maurice | 47 - 16 (11 - 13) | Lesotho                                                                                                 | Stade Nduom, Elmina Arbitre : Nicardo Pienaar |
| 9 mai 2018 15 h | Essai(s) : 6 Marengo (7e, 46e), Bax (68e), Leclair (69e, 72e), Baissac (74e) Transformation(s) : 4 Nontocchio (47e, 70e, 72e, 74e) Pénalité(s) : 3 Nontocchio (23e, 34e, 75e) |                   | Essai(s) : 1 Ncheke (28e) Transformation(s) : 1 Mochesane (28e) Pénalité(s) : 3 Mochesane (2e, 5e, 50e) | Stade Nduom, Elmina Arbitre : Nicardo Pienaar |
| 9 mai 2018 15 h | |                   | | Stade Nduom, Elmina Arbitre : Nicardo Pienaar |

| 12 mai 2018 13 h | Rwanda | 32 - 22 (24 - 0) | Lesotho | Stade Nduom, Elmina Arbitre : Precious Pazani |
| 12 mai 2018 13 h | Essai(s) : 5 Gasore (9e), Niyoneza (29e), Kayiranga (32e, 76e), Hakizimana (40e) Transformation(s) : 2 Kayiranga (10e), Nduwayezu (33e) Pénalité(s) : 1 Kayiranga (72e) |                  | Essai(s) : 3 Retabile (47e), Nkuka (68e), Mane (80e+3) Transformation(s) : 2 Mochesane (48e, 80e+4) Pénalité(s) : 1 Mochesane (64e) | Stade Nduom, Elmina Arbitre : Precious Pazani |
| 12 mai 2018 13 h | |                  | | Stade Nduom, Elmina Arbitre : Precious Pazani |

| 12 mai 2018 15 h | Ghana | 23 - 17 (8 - 5) | Maurice                                                                                      | Stade Nduom, Elmina Arbitre : Nicardo Pienaar |
| 12 mai 2018 15 h | Essai(s) : 3 Acqueye (38e), Gavor (49e, 62e) Transformation(s) : 1 Appiah (49e) Pénalité(s) : 2 Appiah (19e, 58e) |                 | Essai(s) : 3 Baissac (32e), Marengo (70e), Martin, (74e) Transformation(s) : 1 Rousset (71e) | Stade Nduom, Elmina Arbitre : Nicardo Pienaar |
| 12 mai 2018 15 h | |                 |                                                                                              | Stade Nduom, Elmina Arbitre : Nicardo Pienaar |

### Classement
Vainqueur du tournoi, le Ghana est promu et disputera la Silver Cup 2019. Le Lesotho est relégué en Challenge régional.
À l'issue de la compétition, le classement des nations au sein de Rugby Afrique est le suivant :
- 15e - Ghana (31,9 pts) [89e au classement W.R. du 16 juillet 2018],
- 16e - Île Maurice (30,56 pts) [92e au classement W.R. du 16 juillet 2018],
- 17e - Rwanda (29,78 pts) [95e au classement W.R. du 16 juillet 2018].

Le Lesotho n'est pas classé car pas encore membre à part entière de World Rugby.